# Episodi di NCIS: Origins
La prima stagione della serie televisiva NCIS: Origins, composta da 18 episodi, è stata trasmessa in prima visione assoluta negli Stati Uniti d'America da CBS dal 14 ottobre 2024 al 28 aprile 2025.
In Italia la prima parte della stagione (episodi nº 1-13) è stata trasmessa in prima visione assoluta su Rai 2 dal 16 febbraio al 25 maggio 2025. La seconda parte della stagione (episodi nº 14-18) è inedita.
| nº | Titolo originale       | Titolo italiano                 | Prima TV USA     | Prima TV Italia  |
| -- | ---------------------- | ------------------------------- | ---------------- | ---------------- |
| 1  | Enter Sandman          | Un nuovo inizio (prima parte)   | 14 ottobre 2024  | 16 febbraio 2025 |
| 2  | Enter Sandman          | Un nuovo inizio (seconda parte) | 14 ottobre 2024  | 23 febbraio 2025 |
| 3  | Bend, Don't Break      | L'uomo falena                   | 21 ottobre 2024  | 2 marzo 2025     |
| 4  | All's Not Lost         | Non tutto è perduto             | 28 ottobre 2024  | 9 marzo 2025     |
| 5  | Last Rites             | Il giorno del giudizio          | 4 novembre 2024  | 16 marzo 2025    |
| 6  | Incognito              | In gabbia                       | 11 novembre 2024 | 30 marzo 2025    |
| 7  | One Flew Over          | La guarigione                   | 25 novembre 2024 | 6 aprile 2025    |
| 8  | Sick As Our Secrets    | Mai più segreti                 | 2 dicembre 2024  | 13 aprile 2025   |
| 9  | Vivo o Muerto          | Vivo o morto                    | 9 dicembre 2024  | 20 aprile 2025   |
| 10 | Blue Bayou             | Blue Bayou                      | 16 dicembre 2024 | 27 aprile 2025   |
| 11 | Flight of Icarus       | Il volo di Icaro                | 27 gennaio 2025  | 4 maggio 2025    |
| 12 | Touchstones            | Il fortino                      | 3 febbraio 2025  | 18 maggio 2025   |
| 13 | Monsoon                | Monsoni                         | 10 febbraio 2025 | 25 maggio 2025   |
| 14 | To Have and To Hold    |                                 | 24 marzo 2025    |                  |
| 15 | From the Ashes         |                                 | 31 marzo 2025    |                  |
| 16 | Bugs                   |                                 | 14 aprile 2025   |                  |
| 17 | Darlin', Don't Refrain |                                 | 21 aprile 2025   |                  |
| 18 | Cecilia                |                                 | 28 aprile 2025   |                  |

## Un nuovo inizio - Parte prima
- Titolo originale: Enter Sandman
- Diretto da: Niels Arden Oplev
- Scritto da: Gina Lucita Monreal e David J. North

### Trama
Nel mese di ottobre 1991, ancora traumatizzato dalla recente perdita della moglie Shannon e della figlia Kelly, un giovane Leroy Gibbs fresco di nomina ad Agente Speciale (avendo completato l'addestramento al FLETC) riesce ad entrare nel nascente ufficio dell'NIS (Naval Investigative Service) presso la base di Camp Pendleton, in California, dove cerca il proprio posto all'interno di una squadra grintosa e disordinata guidata dalla leggenda dell'NCIS Mike Franks. All'arrivo, viene accolto calorosamente dall'Agente Speciale Bernard "Randy" Randolf, il "golden boy" che si destreggia tra tecnologia, ricerche in archivio e azione sul campo: è lui che s'impegna a far sentire il "novellino" a proprio agio con la sua parlantina loquace. Gibbs conosce anche gli altri membri della squadra: Cecilia "Lala" Dominguez, ora riservista dopo aver servito quattro anni nei Marine, impulsiva e determinata a distinguersi in un ambiente lavorativo dominato dagli uomini; l'amica di lei Vera Strickland, un'agente tosta e molto schietta; l'agente di supporto alle operazioni sul campo Mary Jo Hayes, autoproclamatasi "Segretaria Capo", paziente e dal carattere di ferro. A supervisionare l'ufficio, l'ingerente Agente Speciale al comando Cliff Wheeler, che subisce pressioni dall'alto affinché si ottengano risultati: quest'ultimo mostra perplessità per l'assunzione di Gibbs, che non ha superato la valutazione psicologica (indice che non ha ancora elaborato il lutto), ma Franks, che l'ha scelto personalmente, lo difende in quanto convinto che abbia del potenziale.
Il giovane, impacciato ma già dotato di un ottimo istinto, deve anche affrontare i propri demoni interiori e i sensi di colpa per non essere stato presente al momento della morte della famiglia (essendo dispiegato oltreoceano come tiratore scelto nei Marine).
Franks diventa così per il protagonista un mentore, tramandandogli metodi non sempre ortodossi. Il rapporto tra Gibbs e Dominguez, invece, è caratterizzato da continui scontri e scintille, sebbene in realtà i due siano più simili di quanto non vogliano ammettere; lei non lo ritiene pronto per il lavoro, lui ha un'intuizione sul caso di una donna trovata carbonizzata nella sua abitazione data alle fiamme: la ricostruzione facciale del teschio rileva due fori di proiettile (l'incendio è stato appiccato per coprire le tracce) e, tornando nei pressi della scena del crimine, Gibbs li recupera e intuisce che l'assassino è un cecchino. Sul finale, gli agenti raggiungono la spiaggia dove egli ha ucciso altre tre vittime.
- Note: In questa nuova serie, Mark Harmon (storico interprete di Gibbs che si è stabilito definitivamente in Alaska nella diciannovesima stagione di "NCIS -Unità anticrimine") funge da voce narrante e compare brevemente all'inizio e al termine dell'episodio per rivolgersi direttamente al pubblico e spiegare che sta per raccontare una storia che nessuno conosce[senza fonte].
- Guest star: Caleb Foote (Agente Speciale dell'NIS Bernard "Randy" Randolf), Tonantzin Carmelo (Tish Kwa'la), Robert Taylor (Jackson Gibbs), Adele Abinante (Kelly Gibbs), Dani J. Scott (Shannon Gibbs), Patrick Fischler (Agente Speciale Cliff Wheeler), Bobby Moynihan (Woodrow "Woody" Browne), Julian Black Antelope (dottor Témet Téngalkat), Lori Petty (dottoressa Lenora Friedman), Michael Harney (Richard Kowalski), Daniel Bellomy (Herman "Herm" Daniels), Marisa Baram (Gail Price), Eric Normington (Roger Murphy), Jared Bankens (Jamison "Bugs" Boyd), Sully Diaz (Maria Perez), Jeannie Bolet (Angela Tan).
- Ascolti USA: telespettatori 5 030 000[2]
- Ascolti Italia: telespettatori 709 000 – share 3.7%[3]

## Un nuovo inizio - Parte seconda
- Titolo originale: Enter Sandman, Part 2
- Diretto da: Niels Arden Oplev
- Scritto da: Gina Lucita Monreal e David J. North

### Trama
La squadra di Franks prosegue l'indagine sul cecchino misterioso che, appostato in una stanza d'albergo, ha ucciso altre tre vittime durante la notte ottenendo perciò dai mass media il soprannome "Omino del sonno". L'Agente Capo Wheeler informa Franks che l'FBI ha istituito una task force, ma quest'ultimo non intende abbandonare il caso e gli chiede di parlarvi affinché l'NIS possa essere inclusa. Si cerca un collegamento tra le vittime: una coppia di fidanzati che partecipavano ad un falò sulla spiaggia e un ragazzo che passava di lì casualmente; grazie alle conoscenze di Gibbs del comportamento dei cecchini, si deduce che il ragazzo era il vero bersaglio, quindi Gibbs e Dominguez tornano dalla nonna di Melanie Hewitt (la vittima dell'episodio precedente).
Successivamente, dopo aver riconosciuto da un servizio al telegiornale Jamison "Bugs" Boyd, lo spacciatore della Hewitt, nella stanza in cui si era appostato il tiratore, Franks lo sottopone ad un rigido interrogatorio nel corso del quale lo incalza sempre più, finché il giovane non confessa i delitti (affermando di aver ucciso Melanie poiché lei aveva interrotto la loro relazione sentimentale per mettersi con il ragazzo della spiaggia). Tutti si congratulano con Franks, persino Wheeler che condivide con lui la conferenza stampa per annunciare l'arresto del cecchino e rassicurare la popolazione; tuttavia si allude ad un possibile complice di "Bugs".
Lala si confida con Vera riguardo a Gibbs: secondo lei, lui sta cercando in ogni modo di punirsi per ciò che è accaduto alla famiglia; l'amica osserva come lei si senta sempre responsabile per gli altri trascurando i propri desideri e obiettivi. Inoltre, da una conversazione tra Franks e Lala sembra che anche quest'ultima non abbia superato la propria valutazione psicologica.
Nel frattempo, Gibbs riceve un'inaspettata visita del padre Jackson e ricorda l'ultimo giorno in cui ha visto la propria famiglia, ovvero lo stesso in cui è dovuto partire in missione.
- Guest star: Caleb Foote (Agente Speciale dell'NIS Bernard "Randy" Randolf), Patrick Fischler (Agente Speciale Capo Cliff Wheeler), Julian Black Antelope (dottor Témet Téngalkat, medico legale capo), Bobby Moynihan (scienziato forense Woodrow "Woody" Browne), Michael Harney (Richard Kowalski, custode delle prove dell'NIS ed ex cappellano militare), Daniel Bellomy (Agente Speciale Granville Dawson), Sully Diaz (Maria Perez), Jared Bankens (Jamison "Bugs" Boyd), Robert Taylor (Jackson Gibbs), Dani J. Scott (Shannon Gibbs), Adele Abinante (Kelly Gibbs), Raechel Wong (Nadine Taylor), Betzaida Landin (Melanie Hewitt).
- Ascolti USA: telespettatori 5 030 000[2]
- Ascolti Italia: telespettatori 611 000 – share 3.2%[4]

## L'uomo falena
- Titolo originale: Bend, Don't Break
- Diretto da: John Terlesky
- Scritto da: Jon Worley

### Trama
In una riserva naturale vicino a Camp Pendleton vengono rinvenuti un cadavere identificato come Emmett Sawyer e delle piccole uova di plastica riempite di marijuana: si ipotizza l'esistenza di un giro di spaccio ai marinai all'interno della Base. Il complice della vittima viene arrestato, ma attribuisce la morte di Sawyer alla leggenda urbana dell' "uomo falena".
L'indagine si intreccia con un contrabbando di armi e conduce la squadra ad un centro commerciale nella periferia di San Diego, dove Gibbs deduce che una delle guardie di sicurezza è proprio colui che le ha sottratte; riesce a chiudere l'uomo nell'ascensore, tentando di spingerlo a confessare ma poi il pulsante d'emergenza si rompe e restano bloccati entrambi.
Lo scienziato forense Browne scopre che i pezzi delle armi vengono assemblati attraverso i giocattoli, in particolare pistole ad acqua, e la squadra ferma una nave diretta a El Salvador.
Nel frattempo, Jackson si presenta alla porta di Franks per parlare del figlio: lo accusa di aver permesso all'assassino di Shannon e Kelly di fuggire in Messico e, ricordandogli che Gibbs ha sperimentato pensieri suicidi subito dopo la tragedia (avvenuta a febbraio del 1991), insiste affinché Franks lo tolga dal servizio attivo. Quest'ultimo replica osservando come lui non fosse presente al momento della morte della famiglia e come abbia lasciato Gibbs da solo. Tuttavia, ordina al giovane di stare alla scrivania. Leroy intuisce che è stato il padre a chiederlo e lo affronta: Jackson gli propone di tornare a Stillwater con lui (oltre che di aiutarlo con il trasloco degli effetti personali della moglie e della figlia, sempre posticipato - come il doppio funerale - dato che Gibbs non è ancora riuscito a spostare gli scatoloni), ma Gibbs rifiuta.
Apprendendo che Gibbs ha infranto l'ordine partecipando invece attivamente all'indagine, Franks lo rimprovera severamente. Alla fine, il "pivello" gli chiede di poter tornare sul campo perché il lavoro "è tutto ciò che gli resta".
Inoltre, un flashback mostra Shannon condividere con Leroy un set di "regole" che lui continuerà a seguire negli anni (impartendole anche ai sottoposti una volta diventato, da adulto, leader della squadra di Washington in "NCIS", il cui elenco pur modificato è divenuto uno dei tratti distintivi del personaggio), applicandole anche alla vita quotidiana; in un'altra scena, Gibbs rilegge i foglietti su cui la moglie le aveva appuntate e poi getta via la scatola che li contiene (è ancora troppo doloroso ricordarla); essa viene recuperata da Jackson.
- Guest star: Caleb Foote (Agente Speciale dell'NIS Bernard "Randy" Randolf), Bobby Moynihan (scienziato forense Woodrow "Woody" Browne), Michael Harney (Richard Kowalski, custode delle prove dell'NIS ed ex cappellano militare), Daniel Bellomy (Agente Speciale Granville Dawson), Tonantzin Carmelo (Tishmal "Tish" Kwa'la), Robert Taylor (Jackson Gibbs), Dani J. Scott (Shannon Gibbs), Richard Blackmon (Danny Prado), Ely Henry (Philip Elertson, chimico dell'NIS), Richie Merritt (Emmett Sawyer), Lincoln A. Castellanos (Juan).
- Ascolti USA: telespettatori 4 060 000[5]
- Ascolti Italia: telespettatori 539 000 – share 2,80%[6]

## Non tutto è perduto
- Titolo originale: All's Not Lost
- Diretto da: Hanelle M. Culpepper
- Scritto da: Michael J. Ballin e Thomas Aguilar

### Trama
La squadra di Franks indaga sull'omicidio di una donna, Briana Davis, insegnante di scienze presso una scuola elementare e fidanzata del Sergente Maggiore dei Marine Derek Jones, attualmente in missione in Etiopia. La figlia di quest'ultimo, Mildred Jones, della quale la Davis si occupava, risulta scomparsa e un testimone oculare riferisce di averla vista con un uomo a bordo di un'auto ripartita velocemente. Poco dopo, l'uomo ritratta la propria dichiarazione irritando Franks. Dall'analisi della scena del crimine, emergono impronte insanguinate sullo sportello di un armadio: la bambina ha dunque assistito alla morte della madre adottiva.
Tutti i residenti del quartiere dei Jones invadono gli uffici dell'NIS offrendosi di collaborare alle ricerche della ragazzina. Un cane dell'unità cinofila conduce gli agenti sulle sue tracce, nel fitto di un bosco, dove lei viene trovata viva. Dominguez tenta di instaurare un rapporto riuscendo a farle raccontare lo svolgimento degli eventi del giorno precedente, ma non a fornire l'identikit dell'assassino dato che Mildred è ancora terrorizzata e sotto shock. Grazie a uno stratagemma (sfruttando la sua canzone preferita), Gibbs raggiunge l'obiettivo. La bambina viene temporaneamente ospitata da Mary Jo per tenerla al sicuro: il killer la rintraccia e irrompe nell'abitazione per eliminare l'unica testimone, Gibbs lo affronta in una violenta colluttazione e poi lo uccide sparandogli.
Si ipotizza che l'assassino possa essere stato assoldato, e il padre del giovane afferma che egli provava risentimento nei confronti della Davis perché, essendo convinta che qualcuno stesse avvelenando l'acqua del lago nelle vicinanze, ne aveva perciò prelevato dei campioni da analizzare: la persona si rivela essere la proprietaria di un caseificio, che viene arrestata. Il Sergente Jones viene avvertito e torna immediatamente, riabbracciando la figlia.
Nel corso dell'episodio, Dominguez esprime a Franks le preoccupazioni sullo stato mentale di Gibbs riguardo al caso, poiché quest'ultimo sta ancora soffrendo per la perdita della moglie e della figlia. Franks ne parla con lui, che però gli assicura di stare bene e di sentirsi comunque in grado di occuparsi dei casi che coinvolgono bambini (successivamente, a casa rientra nella camera di Kelly, lasciata intatta dalla sua morte, e prende il suo pupazzo preferito per donarlo a Mildred). Alla fine, Gibbs accetta un invito a cena a casa di Franks e della compagna Tish.
Inoltre, un flashback mostra il momento esatto in cui la vita di Gibbs è cambiata definitivamente: il 28 febbraio 1991, nell'ultimo giorno dell'operazione "Desert Storm" (all'interno della Prima Guerra del Golfo in Iraq e Kuwait), il suo comandante gli aveva comunicato la notizia della morte di Shannon e Kelly, aggiungendo che sarebbe potuto rientrare negli Stati Uniti. Leroy, comprensibilmente distrutto dal dolore, aveva pensato di suicidarsi, ma proprio in quell'istante il loro accampamento era stato bombardato, lui aveva visto soccombere i commilitoni e lui stesso aveva perso i sensi.
- Guest star: Caleb Foote (Agente Speciale dell'NIS Bernard "Randy" Randolf), Patrick Fischler (Agente Speciale Capo dell'NIS Cliff Wheeler), Bobby Moynihan (scienziato forense Woodrow "Woody" Browne), Daniel Bellomy (Herman "Herm" Daniels, agente dell'NIS ed assistente del custode delle prove), Tonantzin Carmelo (Tishmal "Tish" Kwa'la), Adele Abinante (Kelly Gibbs), Ely Henry (Philip Elertson, chimico dell'NIS), Lori Petty (dottoressa Lenora Friedman, assistente medico legale), Marisa Baram (Segretario dell'NIS Gail Price), Matthew Henerson (agente dell'NIS Carl Loughlin), Hattie Hoskins (Mildred Jones), Brent Sexton (Jim Miller), John Churchill (Vice Sceriffo Robert Morris), Betsy Moore (Sarah Walsh), Robb Zbacnik (Capitano dei Marine Robinson), Christopher Guyton (George Ely), Javon Anderson (Sergente Maggiore dei Marine Derek Jones).
- Ascolti USA: telespettatori 3 770 000[7]
- Ascolti Italia: telespettatori 595 000 – share 3,10%[8]

## Il giorno del giudizio
- Titolo originale: Last Rites
- Diretto da: Lionel Coleman
- Scritto da: Margarita Matthews

### Trama
Albert Hope, ex professore di Teologia condannato per aver ucciso la moglie Hana e il suo amante sei anni prima, si trova nel braccio della morte e sta per essere giustiziato tramite iniezione letale. Franks, che all'epoca si era occupato del caso da solo, vi tiene particolarmente: conserva infatti la metà di un ciondolo a forma di cuore appartenuto alla donna e donatogli dalla sorella gemella di quest'ultima, in nome di una promessa a lei fatta che le avrebbe restituito il corpo di Hana; tuttavia, non è mai stato in grado di mantenerla dato che Hope non ne ha mai confessato il luogo di sepoltura (a differenza di quello dell'amante, rinvenuto nel deserto).
L'agente coinvolge così l'intera squadra e torna nuovamente a parlare con Hope in carcere: inizialmente ancora reticente, l'uomo poi afferma che gli rivelerà l'informazione soltanto se potrà incontrare Julie Larsen (sorella di Hana) ed ottenere da lei l'assoluzione per l'omicidio. Franks non intende cedere al suo ricatto ma si rende conto che potrebbe essere probabilmente l'unica possibilità di dare conforto a Julie. La donna lo incontra, lo perdona e la squadra organizza il trasporto di Hope per raggiungere il luogo da lui indicato. Lì, si imbattono effettivamente in un corpo scheletrizzato, che gli esami medico - legali identificano come maschile. Consapevole di essere stato ingannato, Franks è frustrato e furioso, venendo confortato da Mary Jo che gli ricorda che ora non è più da solo, i membri della sua squadra sono in gamba e disposti ad aiutarlo.
Grazie ad un'intuizione di Dominguez, Franks deduce il vero luogo di sepoltura e ad Hana è finalmente concesso un funerale. Avendo onorato la promessa, Franks restituisce a Julie la metà del ciondolo, che lei riunisce alla propria.
Dominguez riferisce a Gibbs i dettagli della sua valutazione psicologica: essa lo descrive in stato depressivo a causa del trauma familiare, con tendenze impulsive e problemi di gestione della rabbia irrisolti; gli è stato raccomandato un lungo periodo di terapia e si conclude dichiarando che non sarebbe durato a lungo all'NIS.
Nei flashback, Jackson arriva al capezzale di Gibbs al Bethesda Naval Hospital (in cui è rimasto in coma fino a circa marzo 1991, dopo aver subìto un intervento chirurgico ed essere stato trasferito dalla precedente struttura militare) ed è sconvolto nell'apprendere dal medico che non si è trattato di un incidente bensì che il figlio era intenzionato a lasciarsi uccidere dal fuoco nemico avendo appena ricevuto la notizia della morte di Shannon e Kelly (sepolte insieme mentre lui era in stato di incoscienza).
Inoltre, Strickland espone all'Agente Speciale Capo Wheeler il proprio progetto di "criminal profiling" elaborato basandosi su alcune lezioni seguite all'FBI, ma viene interrotta da Franks e ne è risentita pensando che quest'ultimo non capisca l'importanza del suo lavoro (si scopre che i due lavoravano in coppia, ma poi lei ha interrotto la partnership perché non si sentiva apprezzata né rispettata). Dopo il funerale di Hana, Wheeler le comunica di aver presentato la richiesta di approvazione del progetto, rendendola felice.
- Guest star: Caleb Foote (Agente Speciale dell'NIS Bernard "Randy" Randolf), Patrick Fischler (Agente Speciale Capo dell'NIS Cliff Wheeler), Julian Black Antelope (dottor Témet Téngalkat, medico legale della contea di San Diego), Michael Harney (Richard Kowalski, custode delle prove), Tonantzin Carmelo (Tishmal "Tish" Kwa'la), Robert Taylor (Jackson Gibbs), Jonima Diaby (Connor), Kelly Albanese (Julie Larsen, sorella della vittima), Christopher Redman (Albert Hope).

- Ascolti USA: telespettatori 3 520 000[9]
- Ascolti Italia: telespettatori 478 000 – share 2,80%[10]

## In gabbia
- Titolo originale: Incognito
- Diretto da: Pete Chatmon
- Scritto da: Shalisha Francis - Feusner

### Trama
La squadra è chiamata a casa di un Sottufficiale di Seconda Classe della Marina, rinvenuto cadavere con una calibro .38 nella mano sinistra. L'ipotesi di suicidio viene tuttavia presto smentita dalla dottoressa Friedman, che lo dichiara omicidio. Sulla scena del crimine, vengono trovate anche parecchie lettere d'amore dal contenuto "erotico", scritte apparentemente da un'amica di penna; l'analisi grafologica identifica invece l'autore come un uomo. Mary Jo riceve una chiamata in ufficio da parte di un'anonima voce maschile la quale suggerisce che dovrebbero indagare nell'ambiente lavorativo del Sottufficiale, che era addetto al controllo delle armi in una stanza blindata contenente documenti riservati.
Si deduce che vi sia stata una fuga di dati, infatti un dossier con i nuovi schemi di un missile Tomahawk risulta scomparso. Franks chiede a Wheeler di rivolgersi ad un suo contatto all'FBI per ottenere il nome della persona interessata ai progetti, poi manda Gibbs e Dominguez sotto copertura per la prima volta insieme in una bisca clandestina (dato che Gibbs assomiglia fisicamente molto al compratore) per incontrare il venditore.
Lala riesce ad avere la meglio rubando un coltello e dando a Gibbs una pistola: lei elimina uno dei complici del venditore, mentre Gibbs arresta quest'ultimo e gli altri vengono fermati dai colleghi.
All'inizio dell'episodio, Lala, Mary Jo e Vera trascorrono una serata tra ragazze in un locale per festeggiare l'approvazione del progetto di "criminal profiling" di Strickland: Lala balla con un uomo e poi si baciano nella sua auto. Il giorno seguente, lei arriva in ritardo ed è scontrosa, sentendosi schernita e accusando Gibbs di sottovalutarla esattamente come fanno tutti. Vera le rivela di aver notato, la sera precedente, l'uomo uscire dopo di lei dal locale e seguirla alla sua auto, intuendo quindi che cosa sia avvenuto: Lala è in preda ai sensi di colpa per aver tradito con uno sconosciuto il fidanzato Eddie con cui convive da poco. Alla fine, le due affrontano nuovamente l'argomento e Strickland fa capire all'amica che deve mostrarsi forte, ma non troppo per non essere giudicata antipatica, e dire battute volgari quando serve per mostrare agli uomini della squadra che può far parte del loro gruppo.
Nell'ultima scena, Lala decide di confessare il tradimento al fidanzato.
- Guest star: Caleb Foote (Agente Speciale dell'NIS Bernard "Randy" Randolf), Patrick Fischler (Agente Speciale Capo dell'NIS Cliff Wheeler), Bobby Moynihan (scienziato forense Woodrow "Woody" Browne), DaJuan Johnson (Agente dell'FBI Noah Oakley), Lori Petty (dottoressa Lenora Friedman, assistente medico legale), Ektor Rivera (Eddie), Colton Little (Samuel Rhodes), Lucas Dixon (Agente Speciale dell'FBI Tobias Fornell), Matthew Henerson (Agente dell'NIS Carl Loughlin), Zachary Margulies (Sottufficiale di terza classe Walt Lewis), Eric Normington (Roger Murphy, ex agente dell'NIS con una dipendenza dal gioco d'azzardo), Vincent Washington (Hodge).
- Ascolti USA: telespettatori 3 900 000[11]
- Ascolti Italia: telespettatori 587 000 – share 3,20%[12]

## La guarigione
- Titolo originale: One Flew Over
- Diretto da: Jessica Lowrey
- Scritto da: Margarita Matthews e Gina Lucita Monreal

### Trama
L'NIS indaga sul decesso di un'anziana trovata in una scarpata, la cui borsetta insanguinata è stata notata da un Caporale della Marina sul ciglio di una strada. Dato che nessuna donna scomparsa corrisponde alla descrizione della vittima, le viene attribuito momentaneamente il nome "Jane Doe". Dopo diverse ore, una coppia si presenta a Camp Pendleton: si tratta del Comandante Brian Glenn e di sua moglie Carol, preoccupati perché la madre di lui Alice non è rientrata alla base (dove abita con loro). Gli agenti notificano loro la morte dell'anziana e i due, addolorati, spiegano che ella soffriva di demenza senile e talvolta capitava che si allontanasse da sola, quindi potrebbe essere stata aggredita. Poiché dalla borsetta manca il portafoglio che lei portava sempre con sé, si presume che la morte sia stata la conseguenza di una rapina.
La squadra perlustra un covo locale di tossicodipendenti e rintraccia un ragazzo soprannominato "Lefty" che era stato visto coperto di sangue. Franks lo interroga e quest'ultimo afferma che il sangue è il proprio (le analisi lo confermano) e che ha assistito all'omicidio, compiuto da una donna bionda della quale ricorda l'auto. Si rivela essere la nuora dell'anziana, ovvero la moglie di Brian, che confessa: negli ultimi tempi, la demenza di Alice era peggiorata, si scagliava contro la famiglia e aveva accusato Carol di rubarle il denaro dal portafoglio; durante l'ennesima lite, Carol l'ha spinta facendola cadere all'indietro e Alice ha sbattuto la testa, pertanto è stato un tragico incidente (anche se poi la donna si è intenzionalmente liberata del corpo e del portafoglio per farlo sembrare una rapina).
Nei flashback, il racconto riprende dal giorno in cui Gibbs torna a casa a San Diego dopo il coma e la convalescenza, verso fine marzo 1991 (passando prima a visitare le tombe della moglie e della figlia in Virginia): non ha la forza di entrarvi, preferendo affittare un alloggio di cui conosce la proprietaria Ruth. L'agente assegnato al caso del duplice omicidio è proprio Franks e il primo incontro tra lui e Gibbs avviene a giugno 1991: egli lo accompagna a vedere il van sul quale Shannon e Kelly sono morte (la donna era stata testimone dell'omicidio di un Marine a Oceanside, identificando il killer come Pedro Hernandez, trafficante di droga al servizio di un cartello messicano. Per la sicurezza sua e della figlia, erano state messe sotto protezione dell'NIS e l'agente Kurt Mitchell era stato incaricato di trasportarle in una casa - sicura; durante il tragitto, Hernandez ha sparato a Mitchell uccidendolo sul colpo, mentre le due passeggere sono morte nello schianto del van), spiegando che le ricerche del trafficante sono state ostacolate dalla burocrazia messicana e che non sanno dove si trovi; hanno cercato di estradarlo negli Stati Uniti ma le autorità messicane non hanno collaborato. Frustrato perché l'uomo è ancora libero, Gibbs inizia a tormentare sia Franks che le sue segretarie contattandoli ripetutamente per spronarli a proseguire l'indagine, e tenta di soffocare il dolore nell'alcool.
Un giorno, Franks torna da lui per affrontarlo e Gibbs lo aggredisce verbalmente e fisicamente accusandolo di aver ucciso Shannon due volte e di aver troppa paura di perdere il lavoro o di subire rappresaglie dal cartello Reynosa per impegnarsi a fondo. Subito dopo lo sfogo, Gibbs crolla tra le sue braccia rivelandogli il tentativo di suicidio e dunque il motivo per cui è finito in coma. La mattina seguente, Gibbs si reca nell'ufficio di Franks e quest'ultimo lascia intenzionalmente il fascicolo di Hernandez sulla scrivania prima di allontanarsi con una scusa. Gibbs si appunta le informazioni e, rientrato a casa, si intuisce che intende vendicarsi.
Nel presente, Gibbs accudisce un uccellino confuso che entra dalla finestra di casa sbattendo sul muro: gli costruisce una casetta, gli offre del cibo e ne cura un'ala ferita. Alla fine, l'uccellino guarito vola via da solo ma, almeno per un breve periodo, ricorda a Gibbs che c'è ancora bisogno di lui.
Inoltre, Tish scopre che Franks sta indagando su una violenza sessuale da lei subìta anni prima; gli dice di lasciar perdere in quanto vuole "voltare pagina", ma lui rifiuta sostenendo di voler ottenere giustizia (mentre invece è in cerca di vendetta). Egli sta persino utilizzando il nuovo progetto di "criminal profiling" di Strickland per individuare il responsabile, perciò la compagna gli dà un ultimatum: o rispetta i suoi desideri oppure dovrà andarsene.
- Guest star: Caleb Foote (Agente Speciale dell'NIS Bernard "Randy" Randolf), Julian Black Antelope (dottor Témet Téngalkat, medico legale della contea di San Diego), Tonantzin Carmelo (Tishmal "Tish" Kwa'la), Lori Petty (dottoressa Lenora Friedman, assistente medico legale), Phillip Garcia (Spencer "Lefty" Hollis), Jeremy Brandt (Comandante della Marina Brian Glenn), Lilli Birdsell (signora Carol Glenn), Eric Normington (Roger Murphy, ex agente dell'NIS con una dipendenza dal gioco d'azzardo), Matthew Henerson (agente dell'NIS Carl Loughlin), Jeffrey Boehm (agente dell'NIS Dalton), Marisa Baram (Segretario dell'NIS Gail Price), Claire Montgomery (Alice Glenn).
- Ascolti USA: telespettatori 3 500 000[13]
- Ascolti Italia: telespettatori 670 000 – share 3,70%[14]

## Mai più segreti
- Titolo originale: Sick as Our Secrets
- Diretto da: Edward Ornelas
- Scritto da: Stephen Day e Daniel J. Egbert

### Trama
Padre John Larkin è stato ucciso in chiesa, dentro al confessionale. A trovarlo è stato un altro sacerdote, Padre Bobby, che è piuttosto sconvolto e si calma soltanto quando gli agenti lo portano all'NIS; egli è anche terrorizzato perché teme che l'assassino possa aver commesso un errore: infatti, nel confessionale avrebbe dovuto esserci lui, ma all'ultimo momento aveva chiesto a Padre Larkin di sostituirlo, quindi il killer, non vedendolo bene in viso, potrebbe averlo scambiato per il collega.
Padre Bobby viene posto sotto protezione: Randy si offre per il compito (come ha fatto sempre nelle ultime settimane) e Franks incarica Gibbs di accompagnarlo, dando al "novellino" l'opportunità di apprendere le basi del lavoro di scorta. Lo scienziato forense Browne conferma che il vero bersaglio era proprio Padre Bobby, dato che i tre proiettili sono stati sparati da una vecchia Colt calibro .36., impiegata circa una settimana prima in una rapina in un minimarket nella quale il commesso è stato ucciso.
Mentre Randy, Gibbs e Padre Bobby si sistemano in un motel, Gibbs chiede a Randy se anche l'agente Kurt Mitchell (colui che era stato assegnato alla protezione di Shannon e Kelly e che è stato freddato sul colpo da Pedro Hernandez) avesse attuato le stesse precauzioni. Randy tuttavia sembra a disagio nel parlarne. Padre Bobby ammette di sapere chi sia l'assassino, ma rifiuta di tradire il segreto confessionale. Una volta che Gibbs deve rientrare in ufficio, Randy si confida con il sacerdote: in realtà ad avere l'incarico di Shannon e Kelly era lui, ma il figlio neonato aveva le coliche e quindi ha chiesto a Mitchell di sostituirlo. Apprendere della morte delle due e di Mitchell (che non conosceva da molto) e soprattutto vedere il van distrutto e sangue ovunque ha lasciato Randy traumatizzato facendo nascere in lui sensi di colpa che continuano a tormentarlo (i colleghi non sono al corrente della sua "lotta interiore", solo la moglie sa quanto stia soffrendo); da quel momento ha iniziato a fumare per calmarsi ed evitare di "perdere il controllo" (anche se la moglie crede che stia smettendo), cercando di restare lontano da casa il più a lungo possibile perché guardare il proprio figlio piccolo gli fa pensare a quello di Mitchell, cresciuto senza di lui.
Franks e Dominguez chiedono al custode delle prove dell'NIS Kowalski, ex cappellano militare, di intercedere affinché Padre Bobby riveli loro l'informazione di cui necessitano, ma Kowalski rifiuta. Il sacerdote, colpito dal racconto di Randy, decide poi di infrangere il vincolo sacro e fornisce il nome dell'assassino (il figlio della segretaria della congregazione con una dipendenza da alcool e droghe).
Nel frattempo, Lala (che si scopre avere due sorelle, che la madre è deceduta e il padre vivo) chiede a Franks una lettera di raccomandazione per poter ottenere una promozione e scalare la gerarchia dell'NIS. Franks rifiuta di firmarla sostenendo che lei sia più adatta sul campo che confinata ad una scrivania come Strickland.
Vera si prepara per la prima intervista del suo progetto di "Criminal Profiling", e il candidato è lo spacciatore Jamison "Bugs" Boyd (apparso nei primi due episodi della stagione), accusato di essere il cecchino soprannominato "Omino del sonno".
Alla fine dell'episodio, Gibbs si reca a casa della famiglia di Mitchell e imbuca nella cassetta della posta una lettera scritta tempo prima ma mai spedita.
- Guest star: Caleb Foote (Agente Speciale dell'NIS Bernard "Randy" Randolf), Patrick Fischler (Agente Speciale Capo dell'NIS di Camp Pendleton Cliff Wheeler), Bobby Moynihan (scienziato forense Woodrow "Woody" Browne), Michael Harney (custode delle prove Richard Kowalski), Daniel Bellomy (Agente Speciale dell'NIS Granville Dawson), Jonah Wharton (padre Bobby), Ely Henry (chimico forense dell'NIS Philip Elertson), Emily Tremaine (Junie Randolf), Jared Bankens (Jamison "Bugs" Boyd), Sari Sanchez (Estela Dominguez), Bryana Sol Zamora (Gabriela Dominguez), Karen Strassman (signora Adams), Summer Spiro (agente Laura Boynton), Eric Normington (Agente Speciale dell'NIS Roger Murphy), Marisa Baram (Segretario dell'NIS Gail Price), Jesse Boone (Joshua Adams).

- Ascolti USA: telespettatori 3 790 000[15]
- Ascolti Italia: telespettatori 538 000 – share 3,00%[16]

## Vivo o morto
- Titolo originale: Vivo o Muerto
- Diretto da: Loren Yaconelli
- Scritto da: Michael J. Ballin e Thomas Aguilar

### Trama
Il marinaio Nathan Porter viene "scaricato" alla sede dell'NIS di Camp Pendleton da un agente che ha fretta di liberarsene: è ubriaco e ha pochi ricordi delle ultime ore, ma dalle sue frasi confuse Dominguez ricava il nome di uno storico locale di Tijuana, in Messico, "La Puerta Gris", dove sembra che Porter si trovasse insieme ad un'amica infermiera navale, Dana Rogers, per trascorrere una serata di divertimento. La donna risulta scomparsa, perciò Gibbs e Dominguez partono in auto per oltrepassare il confine. Giunti a Tijuana, la Polizia messicana mostra loro il fotogramma di un video in cui i due, all'interno del locale, sono stati avvicinati da una ragazza del posto, una certa Emilia; lo scienziato forense Browne li informa che gli esami del sangue di Porter hanno rilevato tracce di flunitrazepam, ovvero roipnol, che deve essere stato somministrato al marinaio dalla ragazza.
Presto emerge che il caso riguarda il traffico sessuale di donne gestito dai cartelli della droga, e in particolare da quello dei Reynosa (per cui lavora Pedro Hernandez, l'uomo che ha ucciso la famiglia di Gibbs). I membri del cartello lanciano un avvertimento ai due agenti attaccandoli nella loro stanza di motel, allora Dominguez chiama Franks per aggiornarlo e lui, preoccupato per lo stato emotivo di Gibbs, decide di raggiungerli (si era preso un giorno di permesso per stare con Tish, affidando il comando a Lala). Le indagini proseguono sia per catturare i trafficanti sia per rintracciare altre vittime, con Dominguez che scopre che il vero nome di Emilia è Elise Rios e che è stata rapita molto tempo prima e poi costretta a "reclutare" altre donne. 
Da una conversazione tra Gibbs e Lala, si apprende che il padre di lei vive proprio a Tijuana (infatti lei è di origini per metà messicane); più tardi, lei rivela di non vederlo da tre anni e che il vero motivo dei suoi viaggi mensili nel Paese è che cercava Hernandez, fallendo però ogni volta (sente infatti di aver deluso sia Gibbs che la famiglia).
Nel corso dell'interrogatorio di uno dei criminali arrestati in un'incursione nella quale le forze dell'ordine salvano le altre rapite, Dominguez è colta alla sprovvista alla rivelazione dell'uomo che Hernandez è già morto, ucciso circa sei mesi prima da un cecchino: il cartello non ha diffuso la notizia per tutelarsi. Franks non è sorpreso, intuendo che quel tiratore è Gibbs, mentre Lala si sente delusa e tradita perché tra loro si era cominciata a creare un'intesa e lei aveva iniziato a fidarsi. I tre tornano in California.
Nei flashback, si riprende dal momento in cui Gibbs si è procurato le informazioni su Pedro Hernandez dal fascicolo lasciato deliberatamente da Franks sulla scrivania: il suo desiderio di trovarlo diventa un'ossessione per la quale dimentica persino di mangiare e la sua frustrazione cresce, finché grazie ad una foto pubblicata su un quotidiano nella quale si nota parzialmente la targa dell'auto di Hernandez, a luglio 1991 Gibbs si reca in Messico e lo uccide con il proprio fucile da cecchino, vendicando la famiglia.
- Guest star: Caleb Foote (Agente Speciale dell'NIS Bernard "Randy" Randolf), Bobby Moynihan (scienziato forense Woodrow "Woody" Browne), Tonantzin Carmelo (Tishmal "Tish" Kwa'la), Antonio Jaramillo (agente Rogelio Cuevas), Ely Henry (chimico dell'NIS Philip Elertson), Grant Anstine (marinaio Nathan Porter), Christopher Allen (agente della Guardia Costiera), Matthew Henerson (Agente Speciale dell'NIS Carl Loughlin), Jared Bankens (Jamison "Bugs" Boyd), George Paez (Pedro Hernandez), Paolo Cesar (Mauricio), Zoe Sansanowicz (infermiera della Marina Dana Rogers), Kimberly Marquez (Emilia/Elise Rios), Daniela Cardarelli (Leticia Flores), Maria De Los Angeles (Marta Serrano).
- Ascolti USA: telespettatori 3 400 000[17]
- Ascolti Italia: telespettatori 586 000 – share 3,60%[18]

## Blue Bayou
- Titolo originale: Blue Bayou
- Diretto da: John Terlesky
- Scritto da: David J. North, Brendan Fehily e Gina Lucita Monreal

### Trama
Sono trascorsi dieci giorni da quando Dominguez ha scoperto che è stato Gibbs ad uccidere Pedro Hernandez, a luglio 1991, in Messico; da quel momento, lei non incrocia più il suo sguardo, limitandosi ad insegnargli come sviluppare le foto. Nella camera oscura, ad un certo punto, Gibbs si scusa per non averglielo detto, spiegando di non aver voluto addossarle quel fardello ora che si erano avvicinati. Lala replica di aver chiesto un incontro a Wheeler per essere rimossa dalla squadra di Franks, non fidandosi più né di quest'ultimo (che non è sembrato sorpreso dalla rivelazione avendo fornito lui stesso intenzionalmente a Gibbs il fascicolo su Hernandez) né di Gibbs.
Mentre Gibbs aiuta i colleghi ad addobbare l'ufficio dell'NIS per il Natale e si prepara a trascorrere il primo senza la propria famiglia, riceve una telefonata dal figlio della sua ex padrona di casa Ruth Orozco, il quale gli comunica che la donna è deceduta a causa della malattia. Inizia così per il giovane agente un viaggio a ritroso nel tempo e nei ricordi, che svela il suo profondo legame con Ruth nonché il ruolo da lei avuto nella sua vita e nelle sue scelte professionali (molto più di una semplice padrona di casa).
Flashback: dimesso dall'ospedale dopo il coma e la convalescenza, circa a fine marzo 1991, Gibbs torna a San Diego e non avendo la forza di rientrare nella casa di famiglia preferisce affittare un piccolo appartamento, la cui proprietaria è Ruth Orozco (nello stesso giorno, avviene anche il primissimo incontro tra Gibbs e Franks). Nel corso dei mesi in cui lui alloggia lì, lei lo segnala parecchie volte per disturbo della quiete pubblica. A seguito dell'assassinio di Hernandez, Gibbs decide di congedarsi dal Corpo dei Marines (con il grado di Sergente d'Artiglieria) in quanto convinto di non meritare più di indossare l'uniforme; subito dopo, torna a casa e sta per lasciare un messaggio sulla segreteria del padre per informarlo, ma Jackson risponde al telefono e Leroy mente dicendo di dover lavorare, poi in un attacco di rabbia mette a soqquadro l'appartamento. Esasperata dal suo comportamento, Ruth lo caccia. Senza un posto dove stare, Gibbs inizia a vivere nel proprio pick-up, finché diversi giorni dopo lei non s'imbatte in lui all'esterno di un supermercato, in una notte di temporale, consentendogli di rientrare nell'appartamento a condizione che ripari tutti i danni provocati e che lei possa tenere la caparra. Gibbs tenta anche di contattare Franks per parlare di ciò che è avvenuto in Messico, ma quest'ultimo lo ignora ed inventa qualunque scusa per evitarlo. Presto, Ruth inizia a passare frequentemente da Gibbs portando molti puzzle e il giradischi che riproduce il brano "Blue Bayou": i due trascorrono le giornate a ricomporli in silenzio, diventando amici. La donna è anche colei che lo sprona a "rimettersi in sesto", suggerendogli di trovare un lavoro: lui viene assunto nel supermercato all'esterno del quale lei lo aveva visto la notte del temporale. Un giorno, Gibbs incontra casualmente Franks e la compagna Tish e tenta nuovamente di parlargli, ma Franks chiarisce che lui non è un suo problema dato che o cerca informazioni che lui non possiede, oppure vuole confessare qualcosa che lui non vuole sentire, esortandolo a trovare un nuovo scopo nella vita.
Dopo aver inseguito nel pick-up due ladri che rubano molti averi di Ruth, lei e Gibbs si fermano sulla spiaggia a bere birra: la donna gli racconta che "Blue Bayou" è il suo brano preferito perché la fa pensare al figlio (che è architetto, vive a New Orleans e non le parla da anni), mentre Gibbs le confida di aver ucciso l'uomo che ha sterminato la propria famiglia (è la prima persona a cui lui lo rivela) e ammette di sentirsi più "leggero" ora che il segreto è stato condiviso. Dopo un po', Ruth gli dice che cosa vede in lui: un giovane uomo determinato, attento ai dettagli e che si preoccupa per gli altri, certa che se si impegnasse, diventerebbe un ottimo poliziotto. Ad agosto 1991, ispirato da Franks, Gibbs decide di entrare all'NIS e il suo passato come Marine rende l'approvazione della domanda di ammissione più rapida; svolge due mesi di addestramento presso il FLETC di Glynco, in Georgia, e per tutto il tempo riceve lettere di incoraggiamento da Ruth (divenuta quasi una sorella maggiore). Si diploma primo del suo corso, si affretta a tornare a casa e lei gli porta un donut per festeggiare. Lui nota un altro livido sul suo braccio (aveva visto il primo quando erano in spiaggia), allora lei rivela di stare per morire: tumore del sangue (probabilmente una forma di leucemia). Lui ha un appuntamento per sottoporsi alla valutazione psicologica all'NIS ma, rimasto sconvolto dalla notizia, intuisce dall'espressione sul volto dell'esaminatore di non averla superata; subito dopo, si reca alla taverna locale, telefona a Ruth chiedendole il motivo per cui gli ha tenuto nascosta la malattia e lei risponde di non averlo voluto turbare, aggiungendo che aiutarlo a diventare l'uomo che era destinato ad essere è l'unica buona azione che abbia mai compiuto; lui le riferisce l'esito della valutazione e si scusa per averla delusa. Un altro attacco di rabbia sfocia in una rissa e lui viene arrestato insieme ai Marine che ha aggredito. Ruth gli paga la cauzione e incontra Franks, affrontandolo severamente per aver abbandonato Gibbs e facendogli capire che è lui l'unica ragione per cui il giovane ha scelto l'NIS. La conversazione spinge Franks a riflettere e decide di assumerlo nella propria squadra (con l'approvazione di Wheeler), informando Dominguez e Randy che avranno un nuovo membro. A ottobre 1991, una settimana dopo la rissa, Gibbs ha un altro diverbio, interrotto dall'arrivo della Polizia: Franks gli mente comunicandogli che la valutazione psicologica è positiva e che d'ora in poi lavorerà per lui, intimandogli di presentarsi all'ufficio di Camp Pendleton il giorno seguente (si ricollega al primo episodio della stagione, quando Gibbs è accolto da Randy).
La voce narrante del Gibbs adulto riflette di essersi domandato spesso, negli anni, come mai Franks l'avesse assunto: una sera, davanti ad un paio di birre, l'uomo gli ha riferito il discorso di Ruth e Gibbs si è reso conto che lei aveva davvero avuto ragione su di lui. Avrebbe voluto aiutarla quanto lei ha aiutato lui, ma tutto ciò che egli ha potuto fare è stato rintracciare suo figlio affinché lei potesse trascorrere il tempo restante insieme a lui a New Orleans.
Nel presente, Lala, preoccupata per Gibbs chiuso nel ripostiglio, entra e lo trova circondato da mensole da lui costruite; chiede di conoscere il contenuto della telefonata, allora Gibbs le racconta tutta la storia del legame tra lui e Ruth. Alla fine, Lala cancella l'incontro con Wheeler decidendo di rimanergli accanto e, sebbene non ancora pronta a fidarsi di nuovo completamente, vuole comunque provarci.
L'inquadratura finale allude all'esistenza di una certa "Operazione Sundown" e ad un possibile complice del cecchino "Omino del sonno".
- Guest star: Caleb Foote (Agente Speciale dell'NIS Bernard "Randy" Randolf), Patrick Fischler (Agente Speciale Capo dell'NIS Cliff Wheeler), Tonantzin Carmelo (Tishmal "Tish" Kwa'la), London Garcia (Ruth), Marisa Baram (Segretario dell'NIS Gail Price), Aaron Wilton (Agente Speciale dell'NIS JJ Henneberry), Mathew Yanagiya (Sergente dei Marine Reggie Davis), Ajax Dontavius (Sergente dei Marine McCloud), Michael A. Shepperd (Smitty).
- Ascolti USA: telespettatori 3 480 000[19]
- Ascolti Italia: telespettatori 727 000 – share 4,20%[20]

## Il volo di Icaro
- Titolo originale: Flight of Icarus
- Diretto da: Ruben Garcia
- Scritto da: Jennifer Corbett e Gina Lucita Monreal

### Trama
Il Capitano dei Marine Cameron Reid viene trovato morto nel suo appartamento con la pistola a terra accanto al cadavere. Il medico legale lo dichiara suicidio e anche la scena del crimine sembra indicarlo. L'NIS apre comunque un'indagine allo scopo di accertare il motivo del gesto. Secondo Franks, Gibbs potrebbe avere difficoltà a lavorare su un presunto suicidio (poiché anch'egli l'ha tentato appena appresa la notizia della perdita della famiglia), ma il giovane agente gli assicura di sapere di essere destinato ad imbattersi in casi delicati nel corso della carriera. Il padre della vittima, il noto Tenente Generale Alexander Reid, pluridecorato ed eroe di guerra nell'operazione "Desert Storm", si presenta agli uffici di Camp Pendleton: non crede e non accetta l'ipotesi di un atto volontario né che il figlio, forte e sicuro di sé, potesse avere problemi di salute mentale; pretende perciò che l'indagine prosegua trattandola come omicidio e che Franks lo aggiorni costantemente.
Eppure, anche il test dei residui di polvere da sparo indica che l'arma ha sparato dalle mani del ragazzo, sebbene non vi sia abbastanza DNA. Per approfondire, Franks visita nuovamente l'appartamento e lo perquisisce, scovando soltanto l'opuscolo di un gruppo di supporto per veterani. La vicina di pianerottolo gli riferisce che, la sera della morte, ha sentito Reid litigare con un uomo, il quale sarebbe tornato con una pistola; la squadra inizia allora ad indagare all'interno della sua cerchia ristretta. Cameron avrebbe ottenuto una promozione grazie al padre che aveva sfruttato la propria influenza per fare pressioni; i suoi amici pensano però che lui non ne fosse entusiasta e la sua ragazza aggiunge che stava passando un momento difficile. Risulta che Reid abbia istigato uno degli amici a colpirlo, senza reagire: semplicemente, non credeva di meritare nulla di positivo (compresa la promozione in Somalia) e probabilmente è per questo che si è rivolto al gruppo di supporto, perché presumeva che sarebbe stato come in Kuwait; ha litigato con l'amico perché quest'ultimo non voleva consegnargli la pistola, con la quale si è poi suicidato.
Franks conferma al Generale l'ipotesi iniziale: il figlio soffriva di disturbo da stress post - traumatico (PTSD) e si è tolto la vita per non dover rivivere la guerra.
Nel frattempo, Randy organizza a Gibbs un "appuntamento al buio" con un'amica della moglie, ma Gibbs non è ancora pronto e sembra riflettere sulla partecipazione al gruppo di sostegno per i veterani.
I flashback dell'episodio mostrano parte del passato familiare di Franks e rivelano l'origine del suo profondo attaccamento ad un paio di stivali in pelle di coccodrillo che indossa sempre: egli è cresciuto nel ranch di famiglia in Texas, aveva un rapporto burrascoso con il fratello maggiore Mason ed è stato proprio lui, insieme alla madre Helen, a regalarglieli tre settimane dopo il suo ventunesimo compleanno (risparmiando da tempo); una volta ricevuti, Mike ha promesso di non toglierli più e, nel presente, riesce a mantenere la promessa grazie a Tish che li porta da un calzolaio per ripararli. Sempre nei flashback, Mike aveva ricevuto la lettera di arruolamento per la guerra del Vietnam (combattuta tra il 1955 e il 1975): suo fratello sarebbe potuto restare a casa, invece ha scelto di partire con lui, diventando come lui un Marine.
- Guest star: Caleb Foote (Agente Speciale dell'NIS Bernard "Randy" Randolf), Patrick Fischler (Agente Speciale Capo dell'NIS Cliff Wheeler), Julian Black Antelope (dottor Témet Téngalkat, medico legale capo), Bobby Moynihan (scienziato forense dell'NIS Woodrow "Woody" Browne), Michael Harney (custode delle prove dell'NIS Richard Kowalski, ex cappellano militare), Tonantzin Carmelo (Tishmal "Tish" Kwa'la), Christopher Stanley (Tenente Generale Alexander Reid), Brandon Spink (giovane Mike Franks), Matthew Eric White (Mason Franks), Gigi Bermingham (Helen Franks), Adam Huber (Luke Fletcher), Adam Budron (Nicholas Barnes), Jequan Jackson (Capitano dei Marine Freddie Collins), Brittany Freeth (Capitano dei Marine Monica Lowe), Chance McCoy (Capitano dei Marine Cameron Reid).
- Ascolti USA: telespettatori 4 100 000[21]
- Ascolti Italia: telespettatori 629 000 – share 3,30%[22]

## Il fortino
- Titolo originale: Touchstones
- Diretto da: Anya Adams
- Scritto da: Gina Lucita Monreal, David J. North e Brendan Fehily

### Trama
Il deposito prove di Kowalski all'NIS viene scassinato e messo a soqquadro a causa di un furto, dato che dalla cassaforte vengono rubati 41 mila dollari derivati da un'operazione antidroga mirata alla cattura di una banda di spacciatori di cocaina che riciclano il denaro attraverso scommesse clandestine. Molto turbato e traumatizzato dall'accaduto, Kowalski rassegna le dimissioni, lasciandone l'intera gestione al suo assistente l'Agente Herman "Herm" Daniels, il quale però senza la guida esperta dell'anziano non si sente all'altezza.
I rilievi della squadra indicano che il responsabile dell'irruzione è penetrato da una finestra dello spogliatoio rompendo il vetro.
L'attenzione si focalizza sulla banda di spacciatori e sul loro presunto leader Felipe Navarro, ma poi emerge un sorprendente collegamento con il sicario che intendeva eliminare la piccola Mildred Jones e che l'aveva rintracciata a casa di Mary Jo dove la ragazzina era ospitata per tenerla al sicuro (nel quarto episodio della stagione).
Gibbs e Dominguez rilevano che la finestra è stata rotta dall'interno, quindi il responsabile deve essere qualcuno dell'ufficio. Grazie al fiuto di un cane dell'unità cinofila, il denaro scomparso viene individuato nascosto in uno schedario appartenente all'agente Roger Murphy, che, durante l'interrogatorio, confessa di aver rubato la somma per sé perché ha una dipendenza dal gioco d'azzardo e ha accumulato debiti; aggiunge di essere stato lui a rivelare al sicario (ucciso da Gibbs) la posizione di Mildred.
Nel frattempo, Kowalski riflette su una conversazione avuta con Daniels e ritira le dimissioni tornando al deposito che quest'ultimo ha riordinato. Dopo essersi casualmente imbattuta nel ragazzo col quale ha tradito l'ex fidanzato Eddie (nel sesto episodio), Lala lo confida a Gibbs: lui intuisce che lei sente la mancanza dell'ex e le suggerisce di chiamarlo. Inoltre, Lala ammette di non aver ancora elaborato completamente le azioni di Gibbs in Messico (ovvero che lui ha ucciso Pedro Hernandez per rappresaglia).
Nel corso dell'episodio, si scopre che Kowalski è stato prigioniero di guerra per due anni in Corea del Nord negli anni '50.
- Guest star: Caleb Foote (Agente Speciale dell'NIS Bernard "Randy" Randolf), Michael Harney (custode delle prove dell'NIS Richard Kowalski, ex cappellano militare), Daniel Bellomy (Agente dell'NIS Herman "Herm" Daniels), Patrick Fischler (Agente Speciale Capo dell'NIS Cliff Wheeler), Bobby Moynihan (scienziato forense Woodrow "Woody" Browne), Eric Normington (Agente dell'NIS Roger Murphy, con dipendenza dal gioco d'azzardo), Scotty Tovar (Felipe "Flaco" Navarro), Marisa Baram (Segretario dell'NIS Gail Price), Aaron Wilton (Agente Speciale dell'NIS JJ Henneberry).
- Ascolti USA: telespettatori 3 910 000[23]
- Ascolti Italia: telespettatori 682 000 – share 3,80%[24]

## Monsoni
- Titolo originale: Monsoon
- Diretto da: Hanelle M. Culpepper
- Scritto da: Gina Lucita Monreal

### Trama
Franks s'imbatte nel Caporale dei Marine Tom Molina, che lo conduce all'accampamento di senzatetto in cui vive e in cui ha trovato il cadavere dell'amico Peter Rice, anch'egli ex Caporale veterano col quale ha servito in Vietnam, colpito a morte con un mattone. Mentre effettuano i rilievi, Gibbs scorge un uomo di colore osservarli da lontano, ma non appena inizia ad avvicinarglisi per parlargli, egli fugge.
All'NIS si presenta il detective Archer della Polizia di Oceanside per offrire collaborazione: riferisce di altre precedenti aggressioni a veterani e di un sopravvissuto, sempre veterano e senzatetto, Jonathan Smith, che è riuscito a fornire una descrizione dell'aggressore. Gli agenti mostrano la foto di Smith ai gruppi di supporto per veterani che si riuniscono in città e uno dei membri lo riconosce; portato all'NIS, l'uomo identifica l'aggressore come Jeremy Brody. Durante l'interrogatorio, quest'ultimo confessa le aggressioni ma nega l'omicidio di Rice, e la squadra non ha prove solide che lo colleghino al delitto.
Alla fine, il colpevole si rivela essere Molina: durante il sonno ha dei flashback di guerra, di conseguenza si sveglia violento, non ha intenzione di nuocere a qualcuno e non ricorda nemmeno di farlo (è per questo che vive per strada); purtroppo, ha finito per uccidere il suo amico. Franks si mostra comprensivo con lui, accettando di intercedere per suo conto con il Procuratore affinché la sentenza sia più lieve: Molina sarà quindi comunque processato per omicidio.
Nel corso dell'episodio, Franks si occupa di Molina ospitandolo a casa per donargli abiti puliti e un bagno caldo; poi lo accompagna ad un centro per veterani locale dove lo staff gli assegna un rifugio. Inoltre, il caso spinge Franks a riflettere sulla propria esperienza personale nella guerra in Vietnam e sulle difficoltà ad essa seguite: mandato a combattere appena maggiorenne a 21 anni nel 1969, una parte di lui non è più tornata in patria; nel 1982, sebbene il conflitto fosse terminato da otto anni, egli era ancora un "disastro": spacciava droga e frequentava una donna di nome Mary O'Neill alla quale non interessava. A salvarlo è stato l'incontro con Tish.
I due si sono incontrati per la prima volta mentre Franks trasportava della cocaina dal Texas a San Diego nel 1982; ad una stazione di servizio, qualcuno gli aveva rubato la moto e lui era stato quindi costretto a proseguire a piedi sul ciglio della strada facendo l'autostop. Dopo tentativi a vuoto, l'auto di Tish aveva accostato e lui le aveva fatto notare che una gomma era bucata (lei non se n'era accorta perché aveva la musica a tutto volume): offertosi di cambiarla, lei gli aveva dato dei soldi in segno di gratitudine, ma lui aveva spiegato di aver invece bisogno di un passaggio.
Nel presente, Franks ha infranto la promessa fatta alla compagna di abbandonare l'ossessione per l'identificazione dello sconosciuto che l'ha violentata in passato e da giorni sorveglia una lavanderia a gettoni di Oceanside aperta 24 ore (una delle precedenti donne aggredite infatti ha dichiarato di aver visto uscire il proprio carnefice proprio da quel locale nel cuore della notte). Alla fine, lui rientra a casa e ammette la verità (ovvero di aver continuato a indagare), aggiungendo di amarla davvero; lei replica che continuerà ad amarlo ma che non possono più essere una coppia, rompendo così la loro relazione. Franks si rende conto di aver oltrepassato un limite ma anche che proseguirà l'indagine sull'uomo.
Nel finale, Gibbs si reca al primo incontro del gruppo di sostegno per veterani gestito da Luke Fletcher. 
- Guest star: Caleb Foote (Agente Speciale dell'NIS Bernard "Randy" Randolf), Julian Black Antelope (dottor Témet Téngalkat, medico legale della contea di San Diego), Tonantzin Carmelo (Tishmal "Tish" Kwa'la), Lori Petty (dottoressa Lenora Friedman, assistente medico legale), Nick Gomez (Caporale dei Marine Tom Molina), Josh Kelly (detective Archer), Adam Huber (Luke Fletcher), Brandon Spink (giovane Mike Franks), Sammi Rotibi (Jonathan Smith), Richard Ellis (Jeremy Brody), Krista Dane King (Mary O'Neill), Oscar Balderrama (Duncan).
- Ascolti USA: telespettatori 3 700 000[25]
- Ascolti Italia: telespettatori 683 000 – share 3,90%[26]